# Tasmaniosaurus triassicus
Tasmaniosaurus triassicus Camp and Banks, 1978 è un rettile estinto, appartenente agli arcosauromorfi. Visse nel Triassico inferiore (Induano, tra 252.3 e 251.3 milioni di anni fa) e i suoi resti fossili sono stati ritrovati in Australia (Tasmania). Al momento è l'unica specie riconosciuta del genere Tasmaniosaurus Camp and Banks, 1978.

## Descrizione
Questo animale è noto per alcuni resti fossili disarticolati di un esemplare quasi completo, conservati in una lastra di arenaria rinvenuta nella formazione Knocklofty. Questo esemplare è uno dei più completi resti di rettili fossili dell'Australia. Era lungo circa 1 metro, e possedeva una lunga premascella leggermente ricurva e dotata di un numero insolitamente alto di denti. Il muso era stretto e allungato, mentre le vertebre erano cave sia anteriormente che posteriormente; le costole cervicali erano lunghe e dotate di doppia testa. Le zampe erano lunghe, così come i piedi, e non erano presenti scudi ossei (osteodermi).
Tasmaniosaurus assomiglia molto a Proterosuchus, vissuto in Sudafrica più o meno nello stesso periodo. Si differenzia da quest'ultimo per una premascella soltanto leggermente incurvata verso il basso, un processo anteriore mascellare più corto e un termine anteriore dell'interclavicola a forma di diamante (Ezcurra, 2014).

## Paleobiologia
La lastra di arenaria in cui erano conservati i fossili di Tasmaniosaurus contenevano anche numerosi frammenti ossei di anfibi labirintodonti, in associazione con le costole del rettile. Si suppone che questi frammenti appartenessero a un esemplare che potrebbe essere stato l'ultimo pasto dell'esemplare di Tasmaniosaurus. Studio più recenti (Ezcurra, 2014) mettono tuttavia in dubbio questa interpretazione: i due animali potrebbero essere stati trasportati prima della deposizione e del seppellimento.

## Tassonomia
Tasmaniosaurus triassicus venne descritto per la prima volta nel 1978, e venne attribuito al gruppo dei proterosuchi, all'epoca considerati arcosauri primitivi. Si suppone che fosse strettamente imparentato a Chasmatosaurus, del Triassico inferiore africano. Un altro animale simile, Kalisuchus rewanensis, è stato scoperto in Australia (Queensland), ma era di dimensioni molto maggiori e possedeva alcune caratteristiche anatomiche ben distinte: Kalisuchus possedeva un margine anteriore della finestra antorbitale di forma squadrata, mentre Tasmaniosaurus possedeva un margine arrotondato. Tasmaniosaurus, inoltre, sembrerebbe essere l'unico proterosuchide provvisto ancora di interclavicola, ad indicare che si tratterebbe di una forma primitiva.